# زايدة
زايدة هي بلدة أمازيغية مغربية وجماعة قروية وسط غربي المغرب. تنتمي زايدة لإقليم ميدلت بجهة درعة تافيلالت. تضم هذه الجماعة القروية 12.62 نسمة (إحصاء 2014).تقع قرب جبال الاطلس تتميز بانتاج التفاح.